# Candida (helgon)
Candida var en romersk kristen kvinna som led martyrdöden vid Via Salaria utanför Rom. Hennes martyrium ägde rum i början av 300-talet, och hon följdes i döden av tre män, Lucius, Rogatus och Cassianus.
Candidas reliker vördas i kyrkan Santa Maria dei Miracoli vid Piazza del Popolo i Rom.